# توني كارول
توني كارول (بالإنجليزية: Tony Carroll)‏ (31 أكتوبر 1906 بغلاسكو في المملكة المتحدة - ) هو لاعب كرة قدم بريطاني في مركز جناح. لعب مع ليستر سيتي ونادي شيلبورن ونادي لوتون تاون ونادي كلايد وStrathclyde F.C. ‏ وBelfast Celtic F.C. ‏ ونادي آير يونايتد.